# GOOD TIMES 1983.9.30 国立代々木競技場LIVE
『GOOD TIMES 1983.9.30 国立代々木競技場LIVE』（グッド・タイムズ・1983.9.30・こくりつよよぎきょうぎじょうライブ）は、チャゲ＆飛鳥（現：CHAGE and ASKA）のライブ・ビデオ。1984年4月1日にVHSとLDで発売された。発売元はワーナー・パイオニア（現：ワーナーミュージック・ジャパン）。

## 概要
1983年7月29日から12月23日まで行ったコンサートツアー「21世紀への招待 Part 1」の中から、同年9月30日の国立代々木競技場第一体育館公演の模様が収録されている。
なお、このライブの模様は前年の11月16日に発売された2枚組ライブアルバム『1983.9.30 CHAGE&ASUKA LIVE IN YOYOGI STADIUM』にて、映像化に先駆けて音源化されていた。
このライブの後に発表された「MOON LIGHT BLUES」と「RAINBOW」の2曲はPVで収録されている。

## リリース
その後、2009年に販売された『CHAGE and ASKA LIVE DVD BOX 1』に収録された。

## 収録曲
1. 闇
作詞・作曲：チャゲ
2. 21世紀
作詞・作曲：飛鳥涼
3. 熱風
作詞：松井五郎　作曲：飛鳥涼
4. MOON LIGHT BLUES (PV)
作詞・作曲：飛鳥涼　編曲：瀬尾一三
5. 御意見無用
作詞：阿里そのみ　作曲：チャゲ
6. ボヘミアン
作詞：飛鳥涼　作曲：井上大輔
7. 誓い
作詞：松井五郎　作曲：チャゲ
8. 魅惑
作詞・作曲：飛鳥涼
9. RAINBOW (PV)
作詞：松井五郎　作曲：チャゲ
10. あの娘にハ・レ・ル・ヤ
作詞・作曲：飛鳥涼
11. 声を聞かせて
作詞・作曲：飛鳥涼